# Aven de Orgnac
El aven de Orgnac (del francés: aven d'Orgnac) es un reputado aven (sima o abismo), que se encuentra al sur de la meseta calcárea de las gargantas del Ardèche, en la comuna de Orgnac-l'Aven, en el departamento de Ardèche. Es una de las cavidades subterráneas mayores del mundo.

## Descripción
La primera sala tiene 125 m de largo y 90 m de ancho, con una altura de unos 30 m y un área de alrededor de una hectárea.  La sala superior, con una altura de 17-40 m, 250 m de largo y 125 m de ancho, cuenta con hermosas estalagmitas. Las más gruesas, en el centro, muestran excrecencias que les dan la apariencia de piñas. No han podido, debido a la altura de la bóveda, soldarse con las estalactitas para formar columnas, pero se han regruesado en la base, a veces alcanzando un diámetro imponente. Otras, más reciente y más delgadas, en forma de platos apilados, las coronan. En el perímetro de la sala se ven columnatas frágiles. Algunas han alcanzado una gran altura, unas en bayoneta, otras muy rectas.
En la Sala del caos, atestada de concreciones caídas de la sala superior, magníficas colgaduras con coloraciones variadas escapan de una grieta en la bóveda. Al nivel del belvedere de la primera sala Roja, las aguas de infiltración, enriquecidas en carbonato de calcio por el cruce de la capa de piedra caliza, han permitido a las concreciones multiplicarse.
Cerca de allí, el pozo interior más profundo del aven (34 m) conduce a una sala escondida a menos de 180 m.

## Historia
Antes de 1935, los vecinos, cazadores y pastores locales conocían la existencia de una sima cerca de la aldea de Orgnac. En agosto de 1935, en el curso de una exploración sistemática de las cavidades situadas al sur del cañón de las gargantas del Ardèche, un equipo de espeleólogos liderados por Robert de Joly llegó a la comuna. Conducidos a la entrada de la gruta por los habitantes del pueblo, mediante escalas de cuerda los cinco espeleólogos franquearon la vertical de 50 metros del pozo de entrada. Una sucesión de descubrimientos fabulosos con salas gigantescas y formaciones cristalinas de gran diversidad va a representar el descubrimiento más excepcional de su vida de explorador.
Esta primera expedición duró 10 horas y permitió a Robert de Joly evaluar la calidad excepcional del sitio. Esa misma noche, provoca una reunión extraordinaria del Consejo municipal ya que la cavidad se desarrolla en terrenos comunales y por lo tanto pertenece a la municipalidad de Orgnac. La comuna adopta muy pronto los trámites para el desarrollo del aven. Robert de Joly, designado asesor técnico, será el diseñador y controlará los trabajos.    
- 19 de agosto de 1935: descubrimiento del aven por Robert de Joly;
- 1938: trabajos de acondicionamiento;
- 1939: apertura al público durante unos pocos meses (cerrada durante la Segunda Guerra Mundial);
- 1946: reapertura del aven;
- 1954: se equipa el acceso a las salas rojas;
- 1965: instalación del ascensor que desciende a la primera sala;
- 1988: creación del  Musée Régional de Préhistoire;
- 2004: el sitio es distinguido como Grand site de France.

## El aven
La parte visitable se divide en tres salas accesibles para el público.

### La sala Robert de Joly
Lleva el nombre del descubridor del aven. Esta sala está situada a 125 m de profundidad y tiene 125 m de longitud, 90 m de anchura y unos 30 m de altura. Al entrar en esta sala por el túnel artificial para la visita del aven (creado en 1938), se puede ver la abertura por la que Robert de Joly y su equipo de espeleólogos penetraron en la cueva, en la que un maniquí representa a Joly en el descenso del pozo. Por debajo de él, hay un montón de escombros debido a las caídas en el pozo; esta pila se compone de rocas, tierra, hojas y restos de animales (algunos cráneos son visibles durante la visita) y es debido a las caídas accidentales, principalmente animales. Los investigadores incluso han encontrado esqueletos de renos y bisontes en este montón. La urna funeraria de Robert de Joly está colocada en esta sala de proporciones gigantescas.

### La sala del caos
El aven de Orgnac se amplió con el curso de los años sobre el lecho de un antiguo río subterráneo desaparecido después, y por ello todas las salas recorridas durante la visita están bien interconectadas entre ellas. Es también lo que ha permitido un descenso menos grave a los equipo de espeleólogos en el momento de su descubrimiento. Esta sala se ha formado hace aproximadamente 15 000 años.

### La sala roja

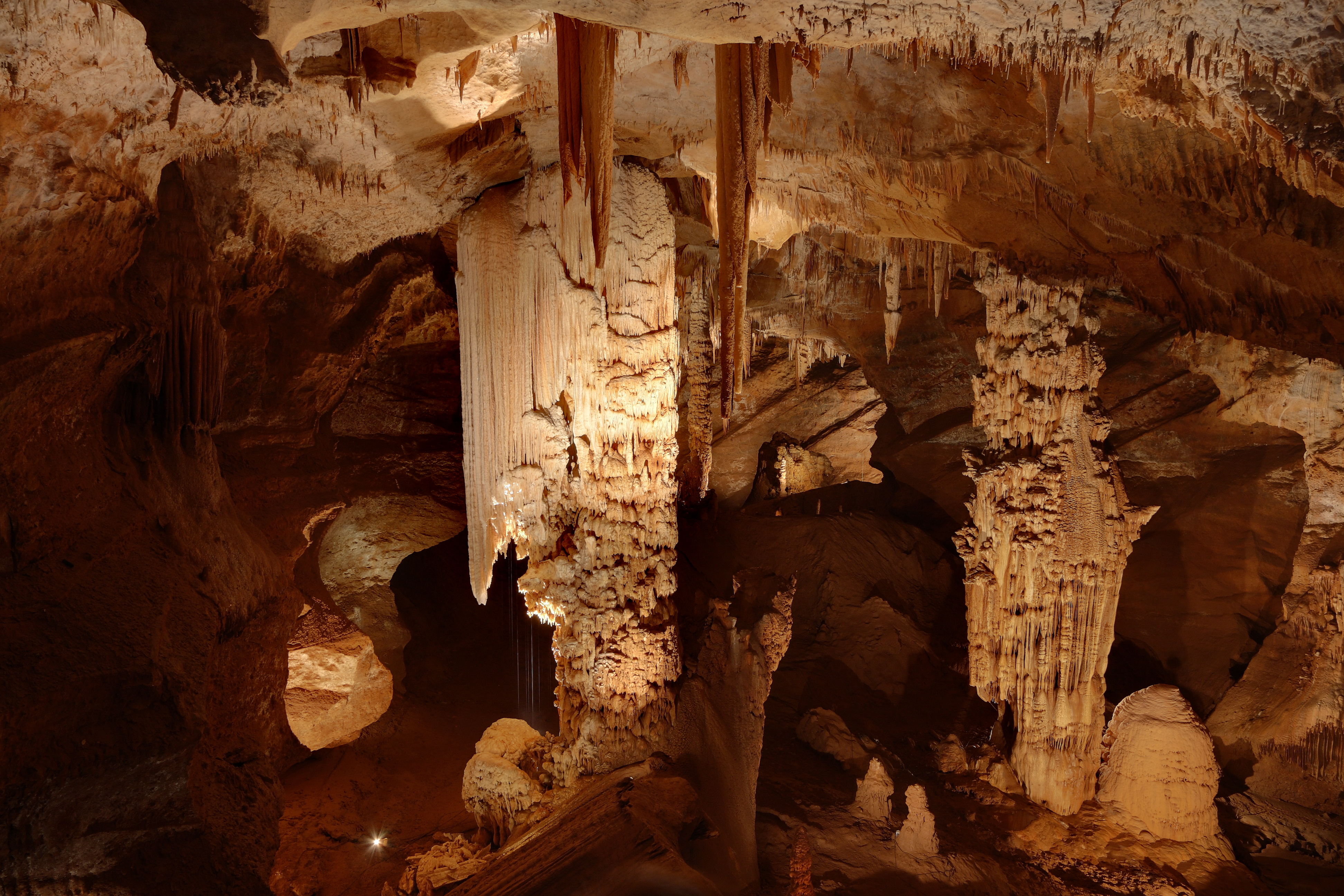
La segunda sala del Aven d'Orgnac

Es en esta sala donde finaliza la visita para el gran público del aven de Orgnac, a 121 m de profundidad. Un espectáculo de luz y sonido compuesta por Yann y Guilhem Cleofás se desarrolla en la sala para terminar la visita.

## Turismo
La cueva es un sitio turístico de gran importancia, con casi cerca de 5 kilómetros de galerías y 140 000 visitantes al año. Ha obtenido el distintivo de Grand site de France en 2004 con otros tres sitios: la montaña Sainte Victoire, el Pont du Gard y la Pointe du Raz.

### Transportes
Orgnac-l'Aven es servido par la línea B20 de la red Edgard (autocares departamentales de Gard). Desde allí el trayecto es de unos 30 minutos de marcha.